# Gabriele Bitterlich
Gabriele Bitterlich (* 1. November 1896 als Gabriele Göhlert in Wien; † 4. April 1978 in Silz, Tirol) war eine österreichische römisch-katholische Neuoffenbarerin, Gründerin des Engelwerkes und angebliche Seherin.

## Leben
Gabriele Göhlert kam am 1. November 1896 im 4. Wiener Bezirk als Tochter von Bernhard Göhlert und Friederike van Aken-Quesar zur Welt. 1900 zog sie mit ihrer Familie nach Czernowitz um, 1903 nach Meran. Dort lebte sie im Pensionat der Englischen Fräulein.
Ihre Matura legte sie an der Schule der Ursulinen in Innsbruck ab. Danach studierte sie Germanistik und Geschichte an der Universität Innsbruck. Nach Angaben des Engelwerkes soll sie schon in ihrer frühen Kindheit, im vierten Lebensjahr, Engelvisionen gehabt haben.
Am 23. Mai 1919 heiratete sie den sudetendeutschen Juristen und Burschenschafter Hans Bitterlich. Bis 1921 lebte sie mit ihrem Ehemann in Bregenz, bis September 1928 in Šluknov (Schluckenau) und bis 1953 in Innsbruck, danach bis 1974 wieder in Wien und zuletzt in der Burg St. Petersberg in Silz in Tirol.
Zwischen 1920 und 1924 gebar sie drei Kinder. 1930 erlitt sie einen Nervenzusammenbruch aufgrund der schwierigen Lage ihrer Familie. Nach dem Zweiten Weltkrieg nahm sie drei Waisenmädchen auf und musste somit für eine achtköpfige Familie sorgen. 1946 erkrankte sie an Gelbsucht und Hirnhautentzündung.
Seit den 1930er Jahren hatte sie nach eigenen Angaben Visionen von Engeln und Dämonen, die sie zur Gründung der Glaubensgemeinschaft Engelwerk (Opus Angelorum) am 20. April 1949 führten. Ihr Ehemann verstarb im Jahr 1961. Seither beschäftigte sie sich mit dem Aufbau des Engelwerkes und seiner Schutzengelbruderschaft, die der Innsbrucker Bischof Paulus Rusch im selben Jahr approbiert hatte.
Bitterlich rechtfertigte Lügen von Engelwerk-Mitgliedern als „Engelspiritualität“. Ihren Lebensabend verbrachte sie auf der Silzer Burg St. Petersberg, die heute ein Kloster des dem Engelwerk angeschlossenen Ordens der Regularkanoniker vom Heiligen Kreuz ist. Dort starb sie am 4. April 1978 und wurde an der Burgmauer beigesetzt.
Sie hinterließ drei Kinder: die Malerin Roswitha Bitterlich (1920–2015), den römisch-katholischen Priester Hansjörg Bitterlich (1923–1998) und Wolfram Bitterlich (* im Oktober 1924).
Das von ihr gegründete Engelwerk war 20 Jahre nach ihrem Tod zu einer Gemeinschaft mit etwa einer Million Mitgliedern angewachsen.

## Privatoffenbarung und Lehren
Die seit 1930 entstandenen und seit 1947 niedergeschriebenen, angeblichen Privatoffenbarungen Gabriele Bitterlichs sind in der römisch-katholischen Kirche umstritten. Sie sollen gnostische Züge aufweisen und der kirchlichen Tradition fremd sein, jedoch auf die „jüdische Kabbala und den altpersischen Dualismus“ zurückgehen.

### Inhalte
Nach Bitterlich sind jedem Menschen mehrere Geleitengel und ein Schutzengel zum Beistand in bestimmten Situationen zugeordnet. Auch den verschiedenen Aspekten des Lebens seien bestimmte, von Bitterlich detailgenau beschriebene Engel zugeordnet. Die mehr als 300 Engel seien in die traditionellen neun Chöre und drei Hierarchien eingeteilt. Der Mensch soll durch gestufte Weihen eine engere Verbindung mit seinen Engeln eingehen. Die Weihen werden in Schutzengelweihe (für Katholiken oder Andersgläubige), Engelweihe, Weihe in den Helferkreis sowie allgemeine, besondere und geheime Sühneweihe eingeteilt; als Vorstufe gilt das Schutzengelversprechen.
Den einzelnen Engeln sollten bestimmte Fest- oder Kalendertage als Fürbitt-Tage entsprechen.
Dem Reich der Engel stehe das Reich der Dämonen gegenüber; diesen soll unter anderem durch Exorzismen begegnet werden. Auch den Dämonen seien bestimmte Machtbereiche wie Städte oder jüdische Händlerquartiere zugeteilt. Unter anderem seien Hebammen, Bauersfrauen und alte rachsüchtige Bauern, Zigeuner, schwarze Katzen und Hennen, glatthaarige Hunde sowie Schweine, Schlangen und Ratten besonders anfällig für dämonische Einflüsse. Bitterlich deutete die mittelalterliche Sagengestalt Ahasver als „gestürzten Erzengel“ und „Geist des verfluchten Judenvolkes“.
Bitterlichs Beschreibungen der Engel und Dämonen wurden 1961 im Handbuch des Engelwerkes zusammengefasst. Sie unterteilte die Engel unter Führung Mariens in die Chöre der Seraphim, Cherubim, Throne, Herrschaften, Gewalten, Fürsten, Mächte, Erzengel und einfachen Engel sowie die Dämonen unter Luzifer in die Rangstufen der Götter, Abgötter, Götzen, bösen Geister, bösen Gewalten, bösen Intelligenzen, Magier, Herren und niederen Dämonen.

### Geschichte der Bitterlich-Schriften in Theorie und Praxis
Das 1961 in Innsbruck erschienene, Außenstehenden unzugängliche Handbuch des Engelwerkes wurde erst neun Jahre nach Bitterlichs Tod auszugsweise der Öffentlichkeit bekannt und löste eine Kontroverse aus.
Die katholische Glaubenskongregation hat den Gebrauch der Privatoffenbarungen von Gabriele Bitterlich 1983 und verstärkt 1992 beschränkt; die Privatoffenbarung wurde nicht anerkannt, in ihr enthaltene nichtbiblische Engelnamen durften nicht mehr angerufen werden und der Gebrauch entsprechender Schriften wurde Katholiken inner- wie außerhalb des von Bitterlich gegründeten Engelwerkes verboten. Exorzismen dürften nur gemäß den kirchlichen Vorgaben durchgeführt werden.
Der Theologe und Buchautor Heinz Gstrein schrieb im Jahr 1990:

„Wenn ein exorzistischer Flügel im Engelwerk überall und bei jeder Gelegenheit Teufel austreiben will, so muß ich das in aller Entschiedenheit ablehnen. – Ein zweiter bedenklicher Fall in diesem Zusammenhang spielt sich offenkundig noch immer in Südindien ab, wo das Engelwerk und sein Kreuzorden bei den sogenannten Thomaschristen aktiv geworden ist. Ein geistliches Haus in Kerala, dessen Vorsteher die ihm anvertrauten Jünglinge sexuell mißbrauchte, wandte sich um Rat und Hilfe an die Engelbrüder. Jedoch unter der seltsamen Auflage, daß dem warmen Bruder dabei nichts widerfahren dürfe, nicht einmal seine Absetzung. Darauf wurden dort die Homosex-Dämonen Dragon, Varina und Selithareth bekämpft. Vorerst mit dem Ergebnis eines schwulen Sexualmordes. Er wurde ebenfalls auf Dragon zurückgeführt, den ‚Götzen des Meuchelmordes, der sodomitischen Sünde, der Blutrache und des Blutrausches‘. – Ein solches Verhalten ist einfach unverantwortlich.“

Die Beschreibung der Dämonen entstammen dem Handbuch des Engelwerkes, in dem die angeblichen Privatoffenbarungen Bitterlichs zusammengefasst sind. Das Engelwerk, dem Gstrein sein Buch Engelwerk oder Teufelsmacht? vor Andruck vorgelegt hatte, beschrieb es als „gut recherchierte und seriöse Untersuchung über das Werk der heiligen Engel“ und empfahl seine Lektüre. Der Sachbuchautor Heiner Boberski zitierte und rezipierte Gstreins Text im Jahr 1993. In Indien unterliegen Gesetzesverstöße schon dann der strafbewehrten Anzeigepflicht, wenn sie sich erst im Stadium der Planung befinden. Die Nichtanzeige ist mit einem Viertel der für die betreffende Straftat geltenden Höchststrafe bedroht.
Zwei Jahre später tötete der unter dem Einfluss der Bitterlich-Offenbarungen stehende Engelwerk-Priester Frederico Cunha ORC den 15-jährigen Luís Miguel Correia in der portugiesischen Ortschaft Caniçal, wofür er 1994 rechtskräftig zu 13 Jahren Gefängnis wegen Mordes zur Verdeckung einer Straftat und versuchten sexuellen Missbrauchs verurteilt wurde. 1998 flüchtete der Täter während eines Freigangs nach Rio de Janeiro.
Am 7. April 2010 schrieb Pater Daniel Ols OP, der von Papst Benedikt XVI. bevollmächtigte Delegat für das Engelwerk, an dessen Mitglieder, die Herausgabe zahlreicher Texte von Gabriele Bitterlich zum Gebrauch im Engelwerk werde zweifellos eine bedeutende Rolle bei der Fortsetzung des vom Vatikan eingeschlagenen Weges spielen. Zumindest bis November 2010 blieb der weitere Gebrauch der Lehren jedoch untersagt. Aus Sicht des Engelwerkes handelt es sich bei Bitterlichs Schriften um ein Charisma und die einzige richtige Perspektive für das Verständnis der endzeitlichen Aufgabe der Engel in der Kirche.
Am 5. Juli 2024 hob Papst Franziskus ausdrücklich alle 1992 von der Glaubenskongregation verkündeten Verbote, Einschränkungen und Auflagen gegen das Engelwerk auf, weshalb der Gebrauch der Bitterlich-Schriften kirchenrechtlich seither wieder zulässig ist.

### Kontroversen
Die Lehren Bitterlichs fanden innerhalb der römisch-katholischen Kirche sowohl begeisterte Anhänger als auch scharfe Gegner. So erklärte Paul Hnilica, Rektor der Priestergemeinschaft im Engelwerk, im Jahr 1988:

„Als ich die Schriften der Mutter Gabriele gelesen habe, fand ich darin eine so tiefe Kenntnis der inneren geistigen Struktur der kommunistischen Dämonie, wie sie ohne besondere übernatürliche Erleuchtung nicht erklärt werden kann.“

Hingegen wiesen die Theologen Johannes van der Ploeg und Johann Auer die Privatoffenbarungen ausdrücklich zurück. Auer äußerte nach der Erstellung von zwei Gutachten:

„Ich muss gestehen, dass ich dazu neige, dieses ganze Denken auf eine paranoide Schizophrenie zurückzuführen.“

Der schärfste Gegner der Bitterlich-Lehren unter den deutschen Bischöfen war der Münchner Weihbischof Heinrich von Soden-Fraunhofen, der das Handbuch des Engelwerkes öffentlich gemacht hatte.

## Bedeutung heute

### Engelwerk
Im Engelwerk wird Gabriele Bitterlich als Mutter verehrt. Auch der von der Glaubenskongregation am 13. März 2010 als Nachfolger von Benoît Duroux bestellte Delegat des Heiligen Stuhles für das Engelwerk, Daniel Ols, machte sich im April 2010 diese Bezeichnung zu eigen.

### Engelbund
Mit dem „Engelbund“ begründete der Lippstädter Verleger Claus Peter Clausen eine weitere Glaubensgemeinschaft, die sich auf Bitterlichs Lehren stützt. Am 15. August 2011 wurden die Lehren auf Veranlassung des Verlegers ohne Angabe von Gründen aus dem World Wide Web entfernt; seit November 2011 sind sie in verkürzter Form wieder online.

## Werke
- Folge mir! Fatima-Verlag, Graz 1962 (32 S.).[34]
- Das Reich der Engel. (unveröffentlicht).

### Biografien
- P. Hansjörg Bitterlich ORC: Sie schaute die Engel. Schmid-Fehr-Verlag, Goldach 1990, DNB 1137962283.
- Ida Lüthold-Minder: Von Gott geführt. Schutzengelbruderschaft, Innsbruck 1992, OCLC 634900063.

### Auf Gabriele Bitterlich basierende Engelwerk-Schriften
- Rituale des Opus Sanctorum Angelorum. Schutzengelbruderschaft, Innsbruck 1970, OCLC 816046958.[35]
- Das Handbuch des Engelwerkes. Innsbruck 1961; Schondorf am Ammersee 1961, OCLC 633267522 (ca. 300 Blätter).[15]
- Tagesengel und Engel der beweglichen Feste. Innsbruck 1969, OCLC 74878213.[15]